# Provincia de Montana
La provincia de Montana (en búlgaro: Област Монтана), es una provincia u óblast ubicado al noroeste de Bulgaria. Limita al norte con el Danubio, frontera natural con Rumanía; al este con la provincia de Vratsa; al sur con la de Sofía y al oeste con Serbia y con la provincia de Vidin.

## Subdivisiones
La provincia está integrada por once municipios:
- Municipio de Berkovitsa (capital: Berkovitsa)
- Municipio de Boychinovtsi (capital: Boychinovtsi)
- Municipio de Brusartsi (capital: Brusartsi)
- Municipio de Chiprovtsi (capital: Chiprovtsi)
- Municipio de Georgi Damyanovo (capital: Georgi Damyanovo)
- Municipio de Lom (capital: Lom)
- Municipio de Medkovets (capital: Medkovets)
- Municipio de Montana (capital: Montana)
- Municipio de Valchedram (capital: Valchedram)
- Municipio de Varshets (capital: Varshets)
- Municipio de Yakimovo (capital: Yakimovo)